# جمیله ویدمن
جمیله ویدمن (انگلیسی: Jamila Wideman؛ زادهٔ ۱۶ اکتبر ۱۹۷۵) ورزشکار بسکتبال اهل ایالات متحده آمریکا است. وی بین سال‌های ۱۹۹۷ تا ۲۰۰۰ میلادی فعالیت می‌کرد.